# Promethium
Promethium is een scheikundig element met symbool Pm en atoomnummer 61. Het is een zilverwit/grijs lanthanoïde.

## Ontdekking

### Voorspelling
Het bestaan van promethium werd voorspeld door Bohuslav Brauner in 1902. Tijdens zijn onderzoek naar de chemische eigenschappen van lanthanoïden viel het hem op dat het verschil tussen neodymium en samarium groter was dan die tussen andere aardmetalen. Zijn voorspelling werd later, in 1914, ondersteund door Henry Moseley. Hij had ontdekt dat het atoomnummer een experimenteel meetbare eigenschap van een element is, en hij constateerde dat er geen element bekend was met atoomnummer 61. Verschillende groepen wetenschappers begonnen daarop een zoektocht naar het voorspelde element.

### Florentium
De Italiaanse onderzoekers Luigi Rolla en Lorenzo Fernandes uit Florence waren de eersten die dachten het element ontdekt te hebben; ze meldden hun ontdekking in 1926, maar volgens hun opgaaf hadden ze hun experimenten al eerder uitgevoerd, in 1924.
Na zuivering via gefractioneerde kristallisatie van een didymiumnitraat-concentraat dat voor 70% uit dysprosium bestond, terwijl neodymium samen met andere lanthanoïden de overige 30% vormden, hielden zij een oplossing over die voornamelijk samarium bevatte. Röntgendiffractie gaf spectra te zien die werden toegeschreven aan samarium en aan element 61. Gebruikmakend van het algemeen erkende recht van de ontdekker om een naam aan een nieuw element te geven, noemden ze het florentium, ter ere van hun stad.

### Illinium
In hetzelfde jaar, 1926, publiceerde een Amerikaanse groep, Smith Hopkins en Len Yntemathe van de Universiteit van Illinois, de ontdekking van element 61. Naar hetzelfde gewoonterecht, en nog niet op de hoogte van de resultaten van de Italianen, vernoemden zij het nieuwe element naar de staat Illinois: illinium.

### Promethium
Beide groepen hadden een fout gemaakt in de interpretatie van de uitkomsten van hun experimenten. Tegenwoordig weet men dat er alleen radioactieve isotopen met een korte halveringstijd van promethium bestaan. Met de komst van de experimentele kernfysica werd het mogelijk promethium in een deeltjesversneller te maken.
Medewerkers van de Ohio State University bombardeerden neodymium en praseodymium in 1941 met neutronen, alfadeeltjes en deuteriumkernen. Hierbij ontstonden nieuwe onbekende radionucliden, waarvan promethium er één bleek te zijn. Het duurde tot 1945 voordat Jacob A. Marinsky, Lawrence E. Glendenin en Charles D. Coryell met behulp van ionenwisselaars zuiver promethium konden isoleren en identificeren.
De naam promethium is afgeleid van de Griekse mythologische figuur Prometheus, die de mens het vuur zou hebben gegeven. Het element kreeg de naam omdat Prometheus zoiets als "de vooruit denkende" betekent, en promethium werd voorspeld lang voor zijn ontdekking.

## Toepassingen
In nucleaire installaties wordt promethium bereid voor een aantal toepassingen:
- Als bron van bètastraling voor het uitvoeren van diktebepalingen en om vliegtuigwanden te controleren op beschadigingen.
- Nucleaire batterijen waarin fotocellen licht omzetten in elektrische stroom.

In de toekomst kan promethium misschien gebruikt worden als bron van röntgenstraling.

## Opmerkelijke eigenschappen
Promethium is een bètastraler. Wanneer bètadeeltjes botsen met elementen met hoge atoomnummers, kunnen ze röntgenstraling genereren. Tot op heden is er vrij weinig bekend over de eigenschappen van dit element. Er bestaan twee allotropen, en zouten van promethium luminesceren in het donker met een blauwe of groene gloed.

## Verschijning
Op aarde is promethium niet in de natuur aangetroffen, maar astronomisch onderzoek heeft aangetoond dat het op de ster HR465 in het Andromedastelsel wel voorkomt.
Dit element is recent gevormd aan het steroppervlak, omdat er geen promethiumisotopen bekend zijn met een halveringstijd langer dan 17,7 jaar.
In nucleaire installaties wordt promethium geproduceerd door 146Nd te bombarderen met neutronen waarbij 147Nd ontstaat. Onder uitzending van bètadeeltjes vervalt deze neodymiumisotoop tot 147Pm.

## Isotopen
| Stabielste isotopen | Stabielste isotopen | Stabielste isotopen | Stabielste isotopen | Stabielste isotopen | Stabielste isotopen |
| Iso                 | RA (%)              | Halveringstijd      | VV                  | VE (MeV)            | VP                  |
| ------------------- | ------------------- | ------------------- | ------------------- | ------------------- | ------------------- |
| 145Pm               | syn                 | 17,7 j              | ε                   | 1,805               | 141Pr               |
| 146Pm               | syn                 | 5,53 j              | β−                  | 1,472               | 146Sm               |
| 147Pm               | syn                 | 2,62 j              | β−                  | 2,690               | 147Sm               |

Er zijn 36 isotopen van promethium bekend. 145Pm is met een halveringstijd van 17,7 jaar het stabielst. 146Pm en 147Pm hebben halveringstijden van enkele jaren. De overige isotopen zijn duidelijk instabieler.

## Toxicologie en veiligheid
Promethium is radioactief en moet zorgvuldig behandeld worden.
Dit type van radioactieve bronnen wordt vaak gebruikt in bedrijven als Sappi om het gramgewicht van bepaalde materialen (bijvoorbeeld papier) te meten. De activiteit van dit type van bronnen is heel beperkt en houdt over het algemeen weinig besmettingsgevaar in voor de bevolking, arbeiders en het milieu.